# 加佩讷
加佩讷（法語：Gapennes，法語發音：[ɡapɛn]）是法国上法兰西大区索姆省的一个市镇，位于该省西北部，属于阿布维尔区。

## 地理
加佩讷（50°11'0"N, 1°57'11"E）面积11.37 平方千米，位于法国上法蘭西大區索姆省，该省份为法国北部沿海省份，北起加来海峡省和北部省，西接滨海塞纳省和大西洋英吉利海峡，南至瓦兹省，东临埃纳省。
与加佩讷接壤的市镇（或旧市镇、城区）包括：伊夫朗舍、阿让维莱尔、布拉伊科尔讷奥特、栋瓦斯特、米朗库尔昂蓬蒂厄、努瓦耶勒昂绍塞、奥讷、圣里基耶。
加佩讷的时区为UTC+01:00、UTC+02:00（夏令时）。

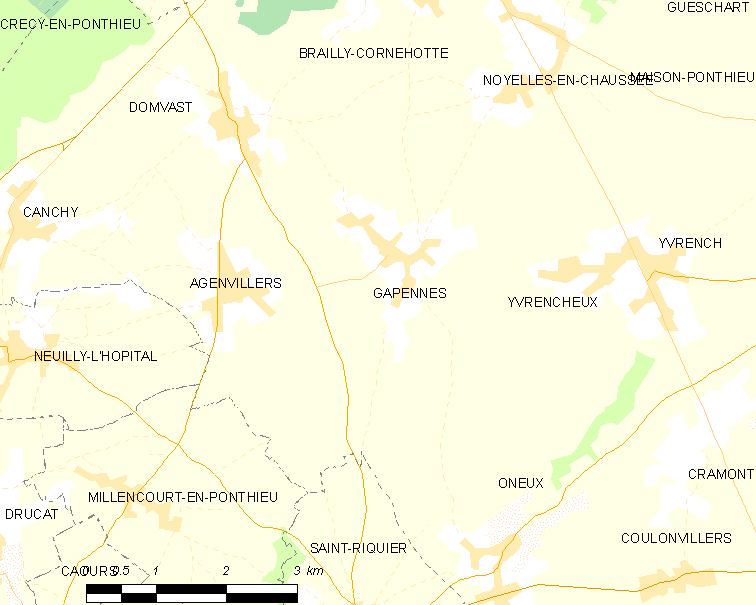
加佩讷的OSM定位图

## 行政
加佩讷的邮政编码为80150，INSEE市镇编码为80374。

## 政治
加佩讷所属的省级选区为阿布维尔第一县。

## 人口

1962-2008年间加佩讷人口变化图示

加佩讷于2022年1月1日时的人口数量为273人。